# Dorcadion scrobicolle
Dorcadion scrobicolle är en skalbaggsart. Dorcadion scrobicolle ingår i släktet Dorcadion och familjen långhorningar.

## Underarter
Arten delas in i följande underarter:
- D. s. scrobicolle
- D. s. morulum